# Flors i fruita
Flors i fruita (Fleurs et fruits) és un oli sobre tela de 35 × 21 cm pintat per Paul Cézanne vers l'any 1880 i dipositat al Museu de l'Orangerie de París.

## Context històric i artístic
Aquesta pintura té una història curiosa i, alhora, misteriosa: va formar part d'una altra pintura que va quedar sense acabar. La pintura original fou dividida en dues parts per un marxant d'art entre els anys 1904 i 1914, i Paul Guillaume va comprar la meitat anomenada Flors i fruita al galerista francès Ambroise Vollard el 1931. Molts anys després de la mort de Paul Guillaume, la seua vídua Domenica, a qui li agradava la pintura de Cézanne, va comprar aquest oli sense saber que era l'altra meitat de Flors dins d'un gerro blau (també conservada actualment al Museu de l'Orangerie de París). Fou el conservador Michel Hoog qui, finalment, va aconseguir reconstruir la història d'aquests dos llenços l'any 1992.
Rewald situa aquesta obra cap al 1880. Però el modelat succint de les fruites, cenyides per un contorn lleuger, podria suggerir una data posterior o, si més no, indicar que el quadre va ésser reprès més tard.

## Descripció
Aquesta natura morta és una pintura de la més alta qualitat i molt propera a Flors dins d'un gerro blau: el mateix gerro, les mateixes flors, la mateixa senzillesa en la composició. L'escena és senzilla, però ben pensada: la fruita és distribuïda segons la seua grandària i la gamma de colors va del color taronja al blau. Ací, de nou, el fons restà inacabat.